# Metropolitanstadt Genua
Die Metropolitanstadt Genua (italienisch Città Metropolitana di Genova) ist eine Metropolitanstadt in der italienischen Region Ligurien. Hauptstadt der Metropolitanstadt ist die Stadt Genua.
Die Metropolitanstadt Genua besteht seit dem 1. Januar 2015 als Rechtsnachfolgerin der Provinz Genua (italienisch Provincia di Genova oder in ligurischem Dialekt Provinsa de Zena).
Sie zählt 817.628 Einwohner (Stand 31. Dezember 2023) und grenzt im Westen an die Provinz Savona, im Norden an die Region Piemont (Provinz Alessandria) und an die Region Emilia-Romagna (Provinz Piacenza und Provinz Parma), im Osten an die Provinz La Spezia und im Süden an das Ligurische Meer.
Ihre wichtigsten Gemeinden sind, neben der Hauptstadt Genua, Arenzano, Chiavari, Lavagna, Rapallo, Recco, Santa Margherita Ligure und Sestri Levante.

## Größte Gemeinden
| Gemeinde                | Einwohner |
| ----------------------- | --------- |
| Genua                   | 586.655   |
| Rapallo                 | 29.796    |
| Chiavari                | 27.398    |
| Sestri Levante          | 18.578    |
| Lavagna                 | 12.791    |
| Arenzano                | 11.519    |
| Recco                   | 9.752     |
| Santa Margherita Ligure | 9.338     |
| Cogoleto                | 9.172     |
| Serra Riccò             | 7.885     |
| Campomorone             | 6.966     |
| Casarza Ligure          | 6.826     |
| Sant’Olcese             | 5.906     |
| Busalla                 | 5.563     |
| Camogli                 | 5.378     |
| Cogorno                 | 5.676     |

## Geographie
Das Territorium Liguriens ist in drei Landschaftsbilder eingeteilt: das Meer, die Hügellandschaft und das Bergland. Wie die Region ist auch das Gebiet der Metropolitanstadt Genua in diese drei Kategorien eingeteilt. Durch das Zusammendrängen der Landschaften auf engstem Raum entstehen teilweise atemberaubende Panoramen. Auf dem Gebiet der Metropolitanstadt sind acht Berggemeinschaften, vier regionale Naturparks und ein maritimes Naturschutzgebiet (Meeresschutzgebiet Portofino) angesiedelt.
Die geographischen Zonen von größtem touristischen Interesse sind, neben der Hafenstadt Genua, der Golfo Paradiso und Tigullien. Kürzlich ist auch das Hinterland, dank groß angelegter Werbekampagnen, zum Urlaubsziel für in- wie auch ausländische Besucher geworden.

### Orographie

#### Gebirge
| Name              | Höhe    | Lage                                       |
| ----------------- | ------- | ------------------------------------------ |
| Monte Reixa       | 1.183 m | Naturpark Beigua                           |
| Monte delle Figne | 1.172 m | Parco Regionale delle Capanne di Marcarolo |
| Monte Rama        | 1.150 m | Naturpark Beigua                           |
| Monte Liprando    | 1.122 m |                                            |
| Bric del Dente    | 1.109 m | Naturpark Beigua                           |
| Monte Argentea    | 1.086 m | Naturpark Beigua                           |
| Monte Leco        | 1.072 m | Val Polcevera                              |
| Punta Martin      | 1.001 m |                                            |
| Monte Antola      | 1.597 m | Parco naturale regionale dell’Antola       |
| Monte Prelà       | 1.406 m | Torriglia                                  |
| Monte Buio        | 1.402 m | Parco naturale regionale dell’Antola       |
| Monte Taccone     | 1.113 m | Val Polcevera                              |
| Monte Candelozzo  | 1.036 m |                                            |
| Monte Bano        | 1.035 m | Montoggio                                  |

| Name               | Höhe    | Lage            |
| ------------------ | ------- | --------------- |
| Monte Maggiorasca  | 1.804 m | Naturpark Aveto |
| Monte Penna        | 1.735 m | Naturpark Aveto |
| Monte Bregaceto    | 1.711 m | Naturpark Aveto |
| Monte Aiona        | 1.701 m | Naturpark Aveto |
| Monte Tomarlo      | 1.602 m | Naturpark Aveto |
| Monte Groppo Rosso | 1.593 m | Naturpark Aveto |
| Monte degli Abeti  | 1.542 m |                 |
| Monte Oramara      | 1.522 m |                 |
| Monte Montarlone   | 1.500 m |                 |
| Rocca Bruna        | 1.418 m |                 |
| Monte Zatta        | 1.404 m | Naturpark Aveto |
| Monte Ramaceto     | 1.345 m | Naturpark Aveto |
| Monte Collere      | 1.289 m |                 |
| Monte Caucaso      | 1.245 m |                 |
| Monte Porcile      | 1.240 m |                 |
| Monte Posasso      | 1.236 m | Naturpark Aveto |
| Monte Fascia       | 1.195 m | Naturpark Aveto |
| Monte Pagliaro     | 1.180 m | Naturpark Aveto |
| Monte Chiappozzo   | 1.126 m | Naturpark Aveto |
| Monte Alpe         | 1.094 m |                 |
| Monte Agugiaia     | 1.090 m | Naturpark Aveto |
| Monte Zenone       | 1.053 m |                 |
| Monte Cucco        | 1.049 m | Naturpark Aveto |

### Hydrographie

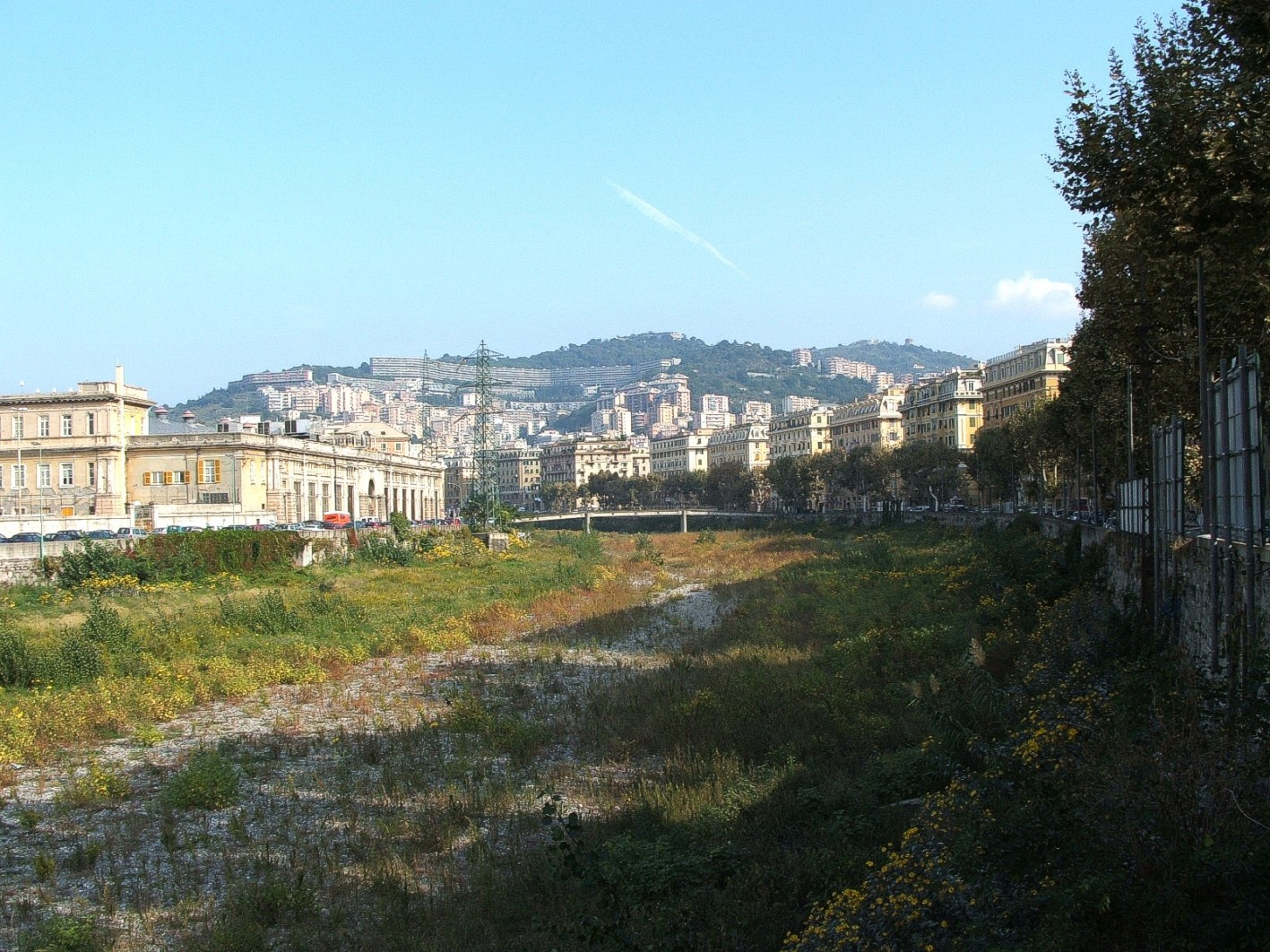
Der Fluss Bisagno (bei Genua)

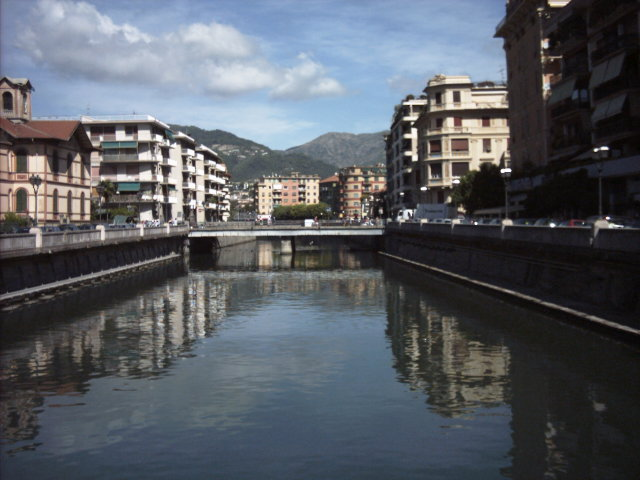
Der Fluss Boate (bei Rapallo)

#### Wasserläufe
Im Metropolitangebiet von Genua:
- der Bach Arrestra; er mündet bei Cogoleto in das Mittelmeer und bezeichnet die Grenze zwischen der Metropolitanstadt Genua und der Provinz Savona
- der Bach Stura; bei Rossiglione, Campo Ligure und Masone
- der Fluss Polcevera; im Westen Genuas, er mündet zwischen den genuesischen Stadtvierteln Cornigliano und Sampierdarena ins Meer
- der Fluss Bisagno; er teilt die Stadt Genua in zwei Hälften
- der Fluss Scrivia; er verläuft im genuesischen Hinterland, auf Höhe der Gemeinde Montoggio teilt er sich, um in den See Val Noci zu münden
- der Bach Brevenna; er fließt auf Höhe der Gemeinde Casella in den Fluss Scrivia

In Tigullien – Tal Fontanabuona – Tal Aveto
- der Fluss Trebbia; er entspringt am Monte Prelà und durchquert das Piacentino um westlich von Piacenza in den Po zu fließen
- der Fluss Lavagna; er bildet sich im Val Fontanabuona und trifft bei Carasco weitere Bäche (Sturla di Carasco, Penna, Graveglia), bildet mit ihnen den Fluss Entella und mündet schließlich zwischen den Städten Chiavari und Lavagna in das Mittelmeer
- der Bach Aveto; er hat seine Quelle im gleichnamigen Tal
- der Bach Sturla; fließt vom See Giacopiane in die Lavagna
- der Bach Penna; fließt vom See Giacopiane in die Lavagna
- der Bach Graveglia; entspringt am Monte Zatta um später in den die Lavagna zu münden

Weitere Wasserläufe:
- der Fluss Boate (auch Bogo); geht aus dem Zusammenfluss zahlreicher Bäche in der Umgebung von Rapallo hervor
- der Fluss Entella; er trennt die beiden Städte Chiavari und Lavagna
- der Bach Petronio; er mündet bei Sestri Levante in die Baia di Riva Trigoso

#### Seen

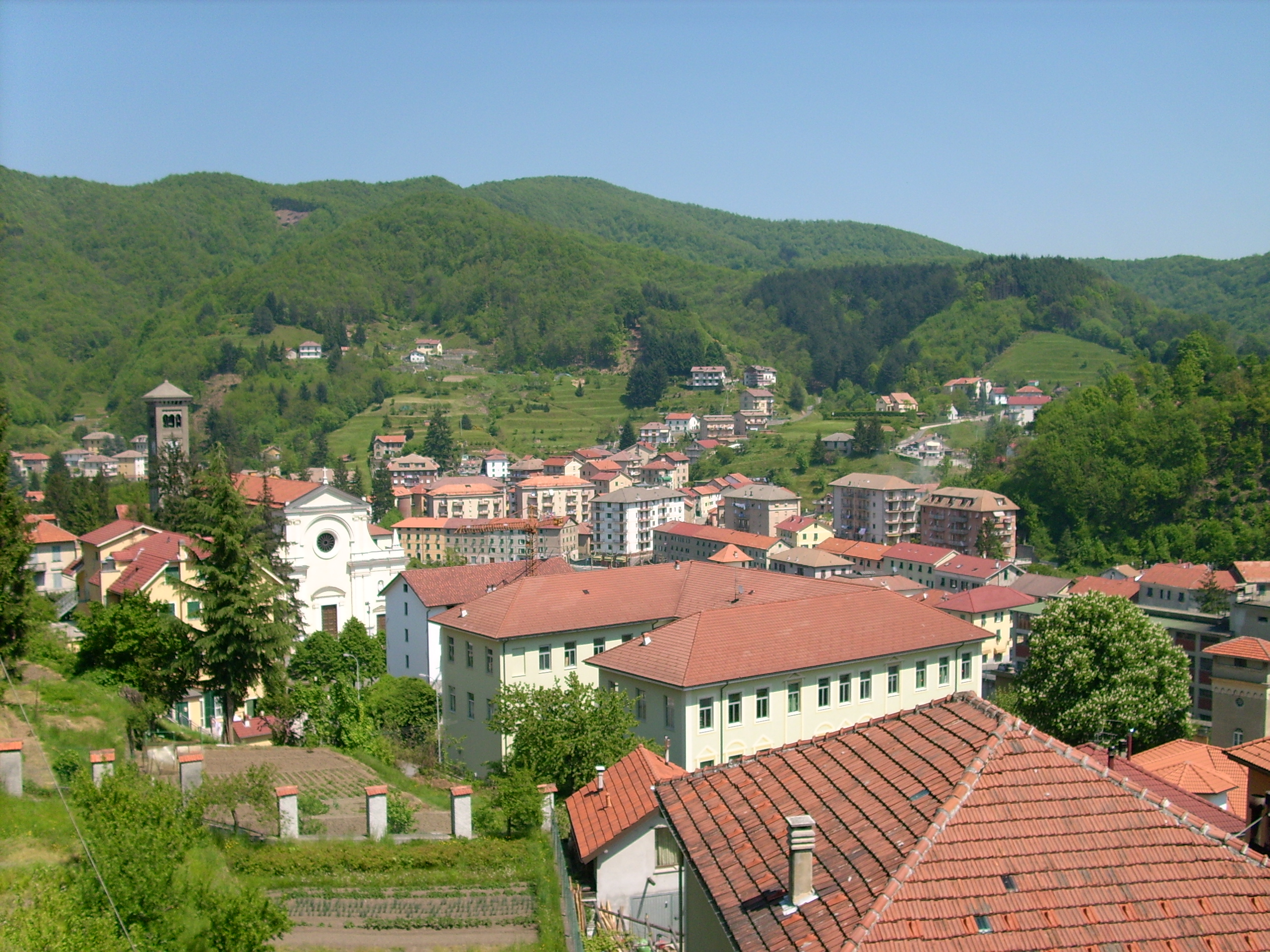
Die Gemeinde Masone

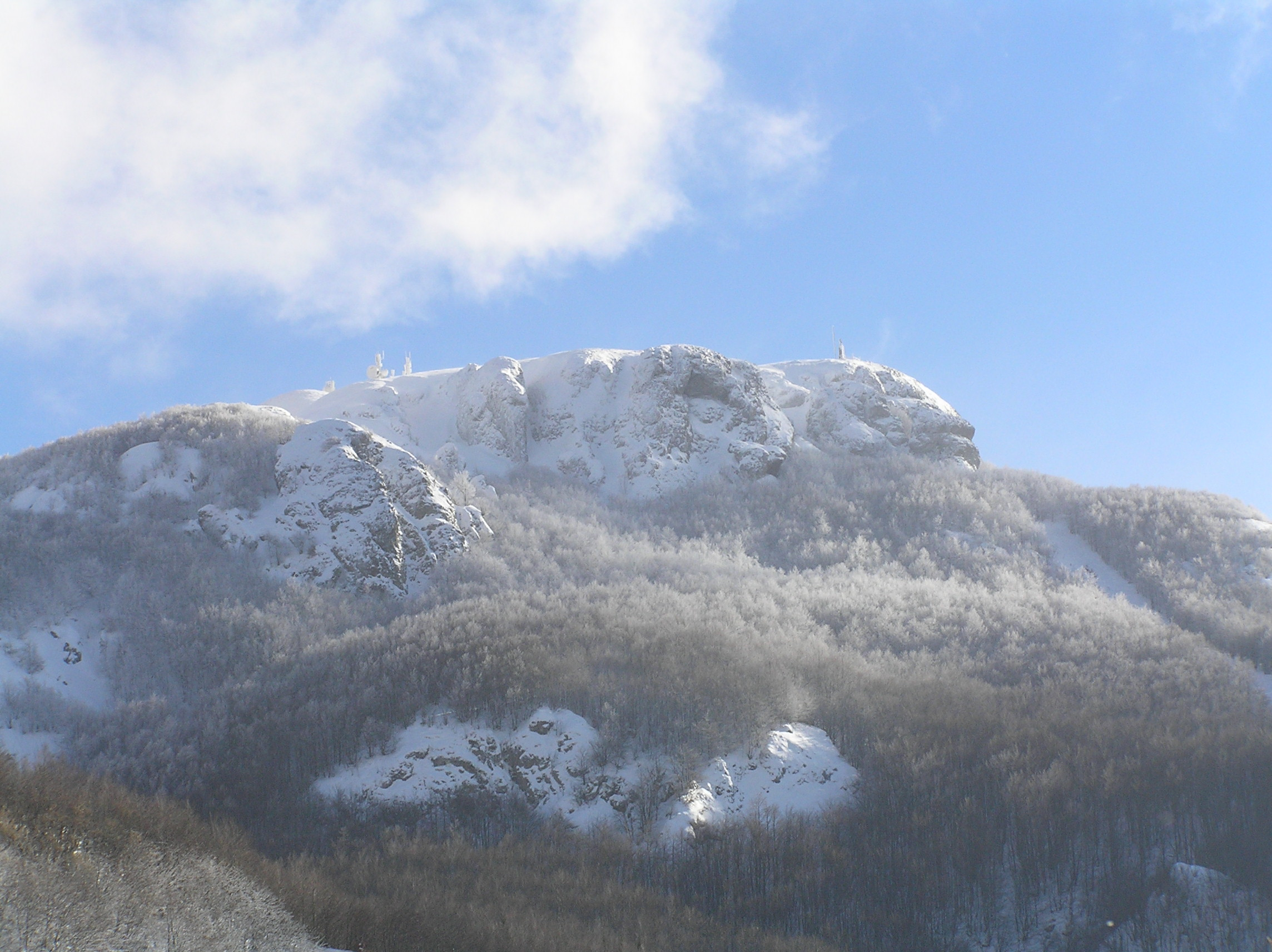
Der Monte Maggiorasca im Winter

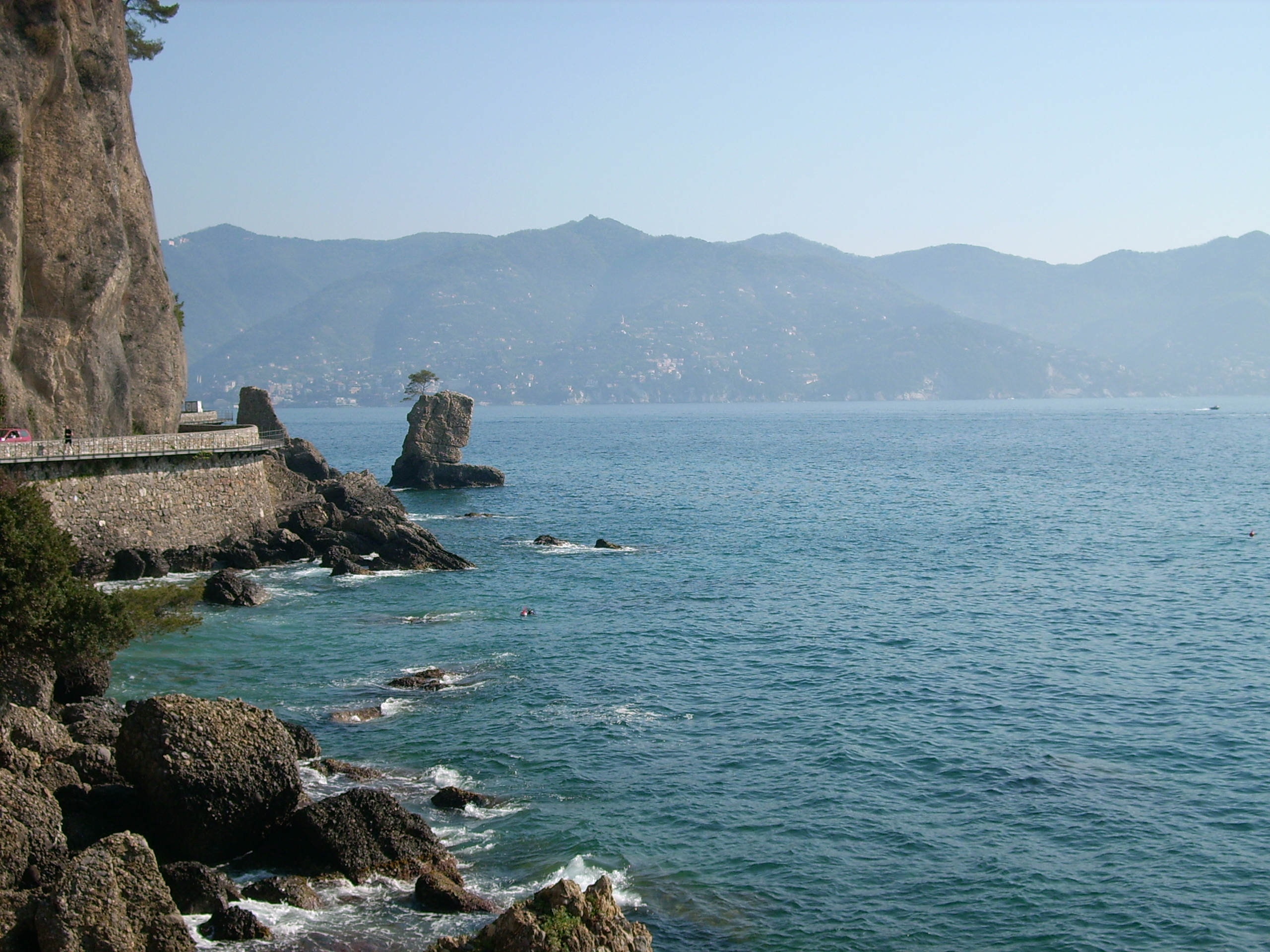
Steilküste bei Santa Margherita Ligure

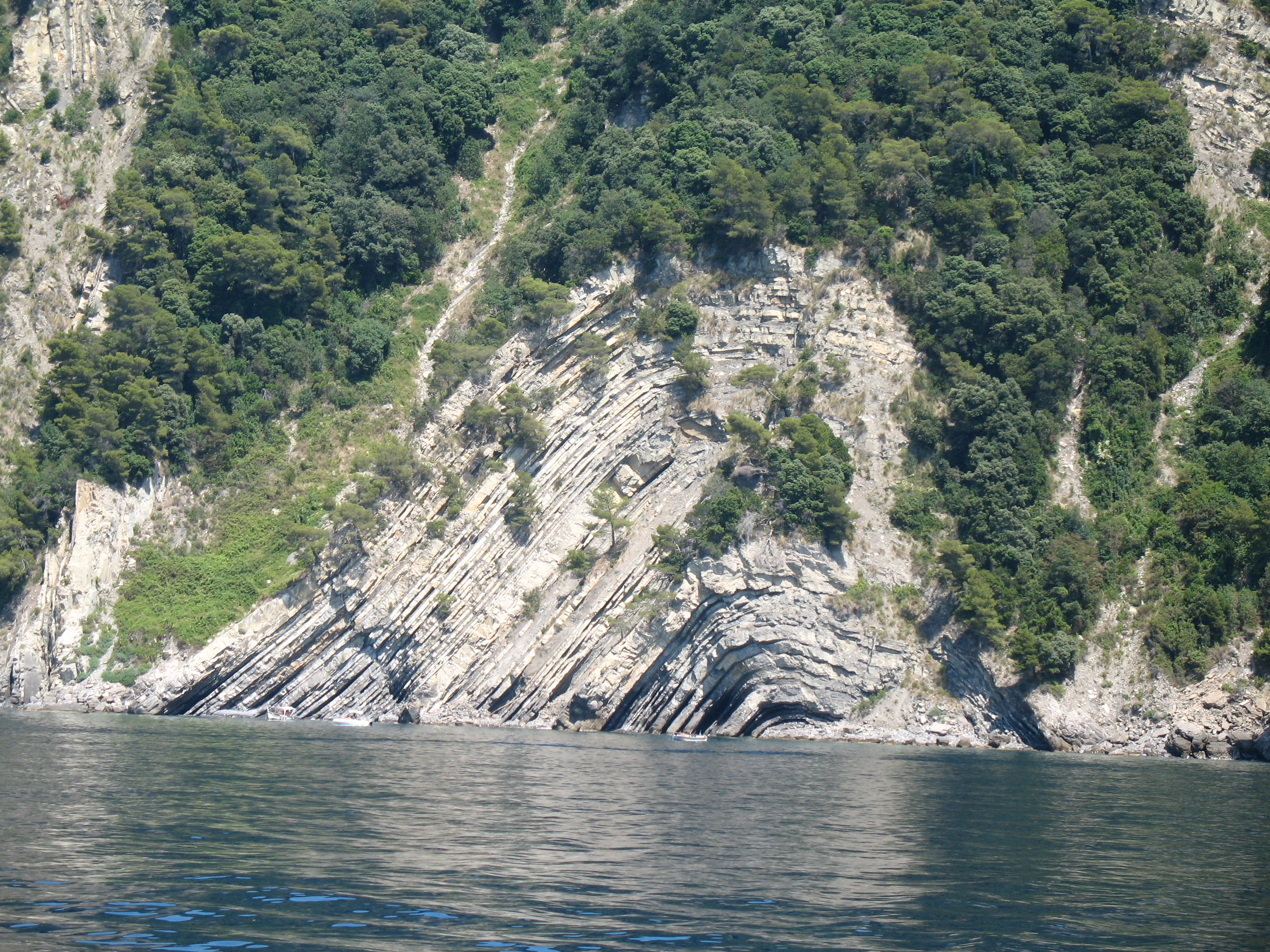
Die Küste bei Camogli

| Name                | Geographische Lage                                               | Gemeindezugehörigkeit       |
| ------------------- | ---------------------------------------------------------------- | --------------------------- |
| Lago di Ortiglieto  | Comunità Montana Valli Stura e Orba                              | Rossiglione                 |
| Lago Lungo          | Comunità Montana Alta Val Plcevera                               | Campomorone                 |
| Lago di Val di Noci | Comunità Montana Alta Valle Scrivia                              | Montoggio                   |
| Lago del Brugneto   | Comunità Montana Alta Val Trebbia                                | Propata Rondanina Torriglia |
| Lago di Giacopiane  | Comunità Montana Valli Aveto, Graveglia e Sturla Naturpark Aveto | Borzonasca                  |

#### Meer
Von den 67 Gemeinden der Metropolitanstadt liegen 16 direkt am Mittelmeer. Davon liegen zwei, Arenzano und Cogoleto, in der Riviera di Ponente, während sich die restlichen 13 in der Riviera di Levante befinden. Genua fungiert hierbei als Trennpunkt der beiden Rivieras. Die Küste des Ponente, also des Landstriches westlich von Genua, ist im Allgemeinen flach mit Sandstränden, wohingegen der Landstrich des Levante durch schroffe Steilküsten charakterisiert ist. Die Küstenstädte und -dörfer konnten durch ihr enges Verhältnis zum Meer einen wirtschaftlich nicht unbedeutenden Tourismus aufbauen. Um diesen auch zu erhalten, wurde 2005 diesen Gemeinden von der damaligen Provinz Genua die Anschaffung von Säuberungsbooten finanziert, welche das Meereswasser des Golfo di Tigullio von Müll und anderen Rückständen säubern sollen. In der Herbst- und Winterperiode verwüsten starke Sturmfluten alljährlich die Küsten, die im Frühling jedoch wieder von den Kommunen aufgebaut werden.

### Klima
Das Klima ist typisch für das Mittelmeer und ist mit seinen milden Temperaturen ein starker Anziehungspunkt für Touristen. In der Winterperiode fallen die Temperaturen an der Küste nur selten unter den Gefrierpunkt und liegen im Mittel zwischen 7 und 8 °C. Selten fällt in den Tieflagen Schnee, ganz im Gegensatz zu dem Inland des Ligurischen Apennin, wo im Winter Kommunen wie beispielsweise Santo Stefano d’Aveto zu wichtigen Skiorten werden.
Im Sommer steigen die Temperaturen nur selten über 35 °C, wobei es jedoch oft zu hohen Luftfeuchtigkeitswerten kommt, die die gefühlte Temperatur um einiges anheben.
Im Gesamten gesehen ist Ligurien, und somit auch die Metropolitanstadt Genua, als Standort vieler Zweit- und Ferienwohnungen von Italienern, die dort überwintern beziehungsweise im Sommer die Ferienzeit verbringen, charakterisiert.

## Verkehr

### Schienenverkehr
Die Metropolitanstadt wird von vier Bahnstrecken durchquert:
- Regionallinie Genua—Savona auf der Bahnstrecke Ventimiglia–Genua
- Interregiolinie Genua—Ovada—Acqui Terme
- Interregiolinie Genua—Mailand
- Regionallinie Genua—La Spezia auf der Bahnstrecke Pisa–La Spezia–Genua

Die wichtigsten Bahnhöfe der Città metropolitana sind:
- Genua Voltri
- Genua Piazza Principe
- Genua Brignole
- Genua Nervi
- Recco
- Chiavari
- Sestri Levante

Daneben verläuft auf dem Gebiet der Gebietskörperschaft die lokale Bahnstrecke Genua-Casella, welche mit einer Schmalspurbahn die Regionalhauptstadt mit der Gemeinde Casella im Ligurischen Apennin verbindet. Auf dem Stadtgebiet Genuas entlastet die Metropolitana di Genova den Stadtverkehr.

### Das Straßennetz

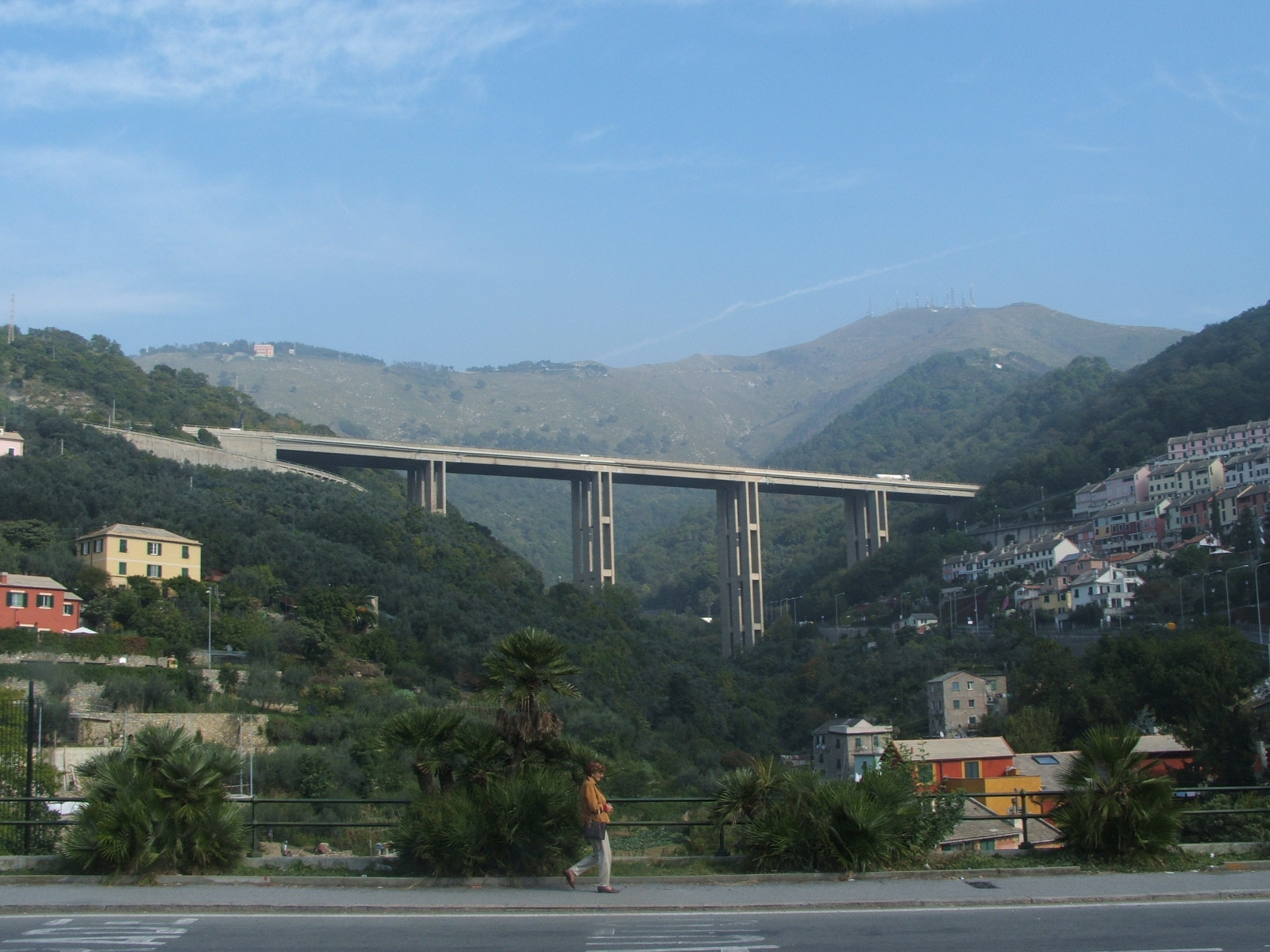
Eine für die A12 typische Autobahnbrücke

Die Autobahn A10

#### Autobahnen
Die Città metropolitana wird von vier verkehrsstarken Autobahnen durchquert. Das relativ hohe Verkehrsaufkommen kommt in erster Linie durch den touristischen Anreiseverkehr der Riviera di Levante und den Durchgangsverkehr zu den Fähren im Hafen von Genua, die regulär Ziele in Sardinien, Sizilien und Tunesien ansteuern, zustande. Die Autobahn A10 (auch die Blumenautobahn genannt) verbindet Genua mit der Grenzstadt Ventimiglia, von der aus die großen Städte Südfrankreichs und das Fürstentum Monaco erreicht werden können.
Die Autobahn A26 (auch die Tunnelautobahn genannt) verbindet die Regionalhauptstadt mit der Provinz Alessandria (mit dem Verbindungsstück der A21 bei Ovada). Ein wichtiger Verkehrsweg ist auch die A7, die die Regionen Ligurien und Lombardei verknüpft. In der Ferienzeit entsteht insbesondere auf dieser Autobahn regelmäßig ein sehr hohes Verkehrsaufkommen.
Die Autobahn A12 verläuft an der Riviera di Levante und führt von Genua nach Livorno (Rosignano Marittimo). Auch auf dieser Strecke treten in der Ferienzeit, ausgelöst durch Urlaubsverkehr, häufig Verkehrsbehinderungen durch Verkehrsstauungen auf.

#### Staats- und Provinzstraßen
Die Straßen der Metropolitanstadt verbinden in erster Linie das gebirgige Inland mit den Küstengemeinden. Das Straßennetz umfasst heute eine Gesamtlänge von 1125,265 Kilometern. Die wichtigsten Städte die als Verbindungspunkte mit den kleinen Kommunen im Hinterland fungieren sind Genua, Busalla und Chiavari. Die einzige Staatsstraße in der Metropolitanstadt ist die Strada Statale 45 di Val Trebbia, die von Genua ausgehend nach Piacenza führt.

### See- und Flughäfen
Einer der wichtigsten Handelshäfen der Metropolitanstadt ist der Hafen von Genua, der mit seinen modernen Containerterminals, wie dem VTE-Voltri Terminal Europa, einer der bedeutendsten Häfen des Mittelmeers ist.
Weitere wichtige Touristen- und Yachthäfen auf nationaler Ebene sind diejenigen von Arenzano, Camogli, Portofino, Santa Margherita Ligure, Rapallo, Chiavari und Sestri Levante.
Der einzige Flughafen der Metropolitanstadt ist der Flughafen Cristoforo Colombo bei Sestri Ponente, der in erster Linie nationale, aber auch internationale Flüge anbietet.